# 中国电影导演协会2012年度表彰大会
中国电影导演协会2012年度表彰大会是中国电影导演协会对2012年中国电影给予的表彰，於2013年3月14日公布入围名单，共24部电影作品。3月22日晚举行提名晚宴，公布提名名单，4月12日表彰大会在北京举行。

## 表彰項目
评委会表彰
- 年度导演
- 年度影片
- 年度男演员
- 年度女演员
- 年度青年导演
- 年度编剧
- 年度评委特别表彰[註 1]

执委会表彰
- 年度杰出贡献（终身成就奖）
- 年度港台导演[3]

参评资格

## 入围作品
- 《一九四二》
- 《画皮2》
- 《我11》
- 《边境风云》
- 《王的盛宴》
- 《二次曝光》
- 《万箭穿心》
- 《杀生》
- 《神探亨特张》
- 《浮城谜事》
- 《人再囧途之泰囧》
- 《钱学森》
- 《飞越老人院》
- 《箭士柳白猿》
- 《搜索》
- 《白鹿原》
- 《黄金大劫案》
- 《人山人海》
- 《美姐》
- 《杨梅洲》
- 《目击者》
- 《乐队》
- 《危城之恋》
- 《记忆望着我》

## 提名及表彰名单
为最终表彰获得者
| 表彰项目         | 姓名             | 电影               |
| ---------------- | ---------------- | ------------------ |
| 年度导演         | 冯小刚           | 《一九四二》       |
| 年度导演         | 高群书           | 《神探亨特张》     |
| 年度导演         | 徐峥             | 《人再囧途之泰囧》 |
| 年度导演         | 娄烨             | 《浮城谜事》       |
| 年度导演         | 张杨             | 《飞越老人院》     |
| 年度影片         | -                | 《一九四二》       |
| 年度影片         | -                | 《万箭穿心》       |
| 年度影片         | -                | 《人在囧途之泰囧》 |
| 年度影片         | -                | 《飞越老人院》     |
| 年度影片         | -                | 《搜索》           |
| 年度男演员       | 黄渤             | 《杀生》           |
| 年度男演员       | 张国立           | 《一九四二》       |
| 年度男演员       | 王宝强           | 《人在囧途之泰囧》 |
| 年度男演员       | 李雪健           | 《一九四二》       |
| 年度男演员       | 徐峥             | 《人在囧途之泰囧》 |
| 年度男演员       | 王学圻           | 《搜索》           |
| 年度女演员       | 颜丙燕           | 《万箭穿心》       |
| 年度女演员       | 周迅             | 《画皮2》          |
| 年度女演员       | 高圆圆           | 《搜索》           |
| 年度女演员       | 徐帆             | 《一九四二》       |
| 年度女演员       | 郝蕾             | 《浮城谜事》       |
| 年度编剧         | 陈凯歌、唐大年   | 《搜索》           |
| 年度编剧         | 刘震云           | 《一九四二》       |
| 年度编剧         | 张扬             | 《飞越老人院》     |
| 年度编剧         | 徐峥、丁丁、束焕 | 《人在囧途之泰囧》 |
| 年度编剧         | 吴楠             | 《万箭穿心》       |
| 年度青年导演     | 宋方             | 《记忆望着我》     |
| 年度青年导演     | 高则豪           | 《目击者》         |
| 年度青年导演     | 陈卓             | 《杨梅洲》         |
| 年度青年导演     | 程耳             | 《边境风云》       |
| 年度青年导演     | 郝杰             | 《美姐》           |
| 年度评委特别表彰 | 徐峥             | -                  |
| 年度杰出贡献     | 谢飞             | -                  |
| 年度港台导演     | 魏德圣           | -                  |